# Sielsowiet Stepańki
Sielsowiet Stepańki (biał. Сцяпанкаўскі сельсавет, Sciapankauski sielsawiet; ros. Степанковский сельсовет) – sielsowiet na Białorusi, w obwodzie brzeskim, w rejonie żabineckim, z siedzibą w Stepańkach.

## Demografia
Według spisu z 2009 sielsowiet Stepańki zamieszkiwało 1185 osób, w tym 991 Białorusinów (83,63%), 110 Ukraińców (9,28%), 62 Rosjan (5,23%), 5 Rumunów (0,42%), 4 Polaków (0,34%), 4 Niemców (0,34%), 8 osób innych narodowości i 1 osoba, która nie podała żadnej narodowości.
1 stycznia 2023 sielsowiet Stepańki zamieszkiwało 852 osób, mieszkających w 435 gospodarstwach domowych. Największymi miejscowościami są Stepańki (232 mieszkańców) i Orepicze (191 mieszkańców). Liczba mieszkańców każdej z pozostałych wsi nie przekracza 81 osób.

## Geografia i transport
Sielsowiet położony jest w północnej części rejonu żabineckiego.
Przez sielsowiet przebiegają drogi republikańskie R7 i R85.

## Miejscowości
- agromiasteczko:
  - Stepańki
- wsie:
  - Chmielówka
  - Górki
  - Grabowce
  - Konotopy
  - Łojki
  - Mielesze
  - Należniki
  - Olizarowy Staw
  - Orepicze
  - Podrzecze
  - Rzeczyca Polna
  - Siechnowicze Małe
  - Sieliszcze
  - Szpitale
  - Wierzchy
  - Żytyń